# フォード/シムカ・ヴデット

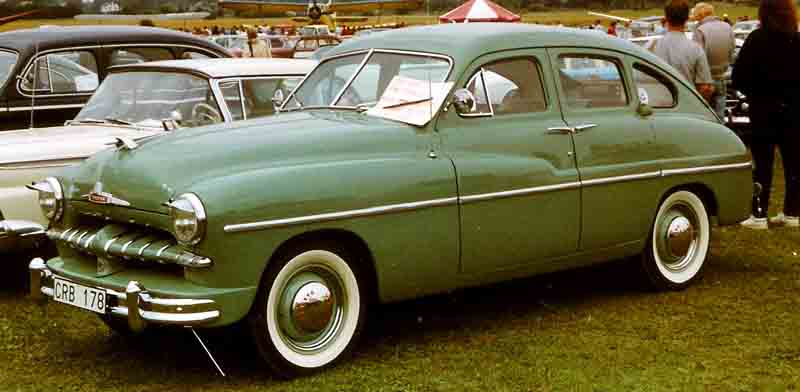
フォード・ヴデット・セダン1950年

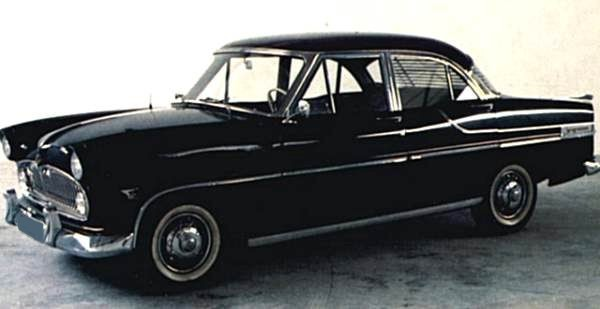
シムカ・ヴデット・セダン1956年

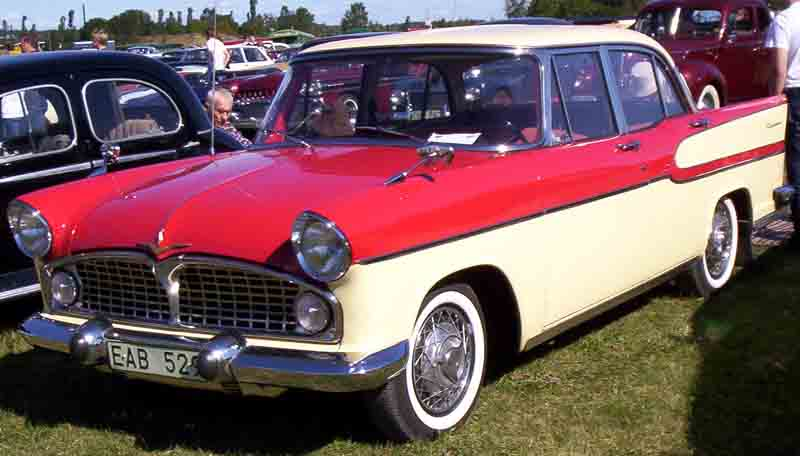
シムカ・ヴデット・シャンボール1958年

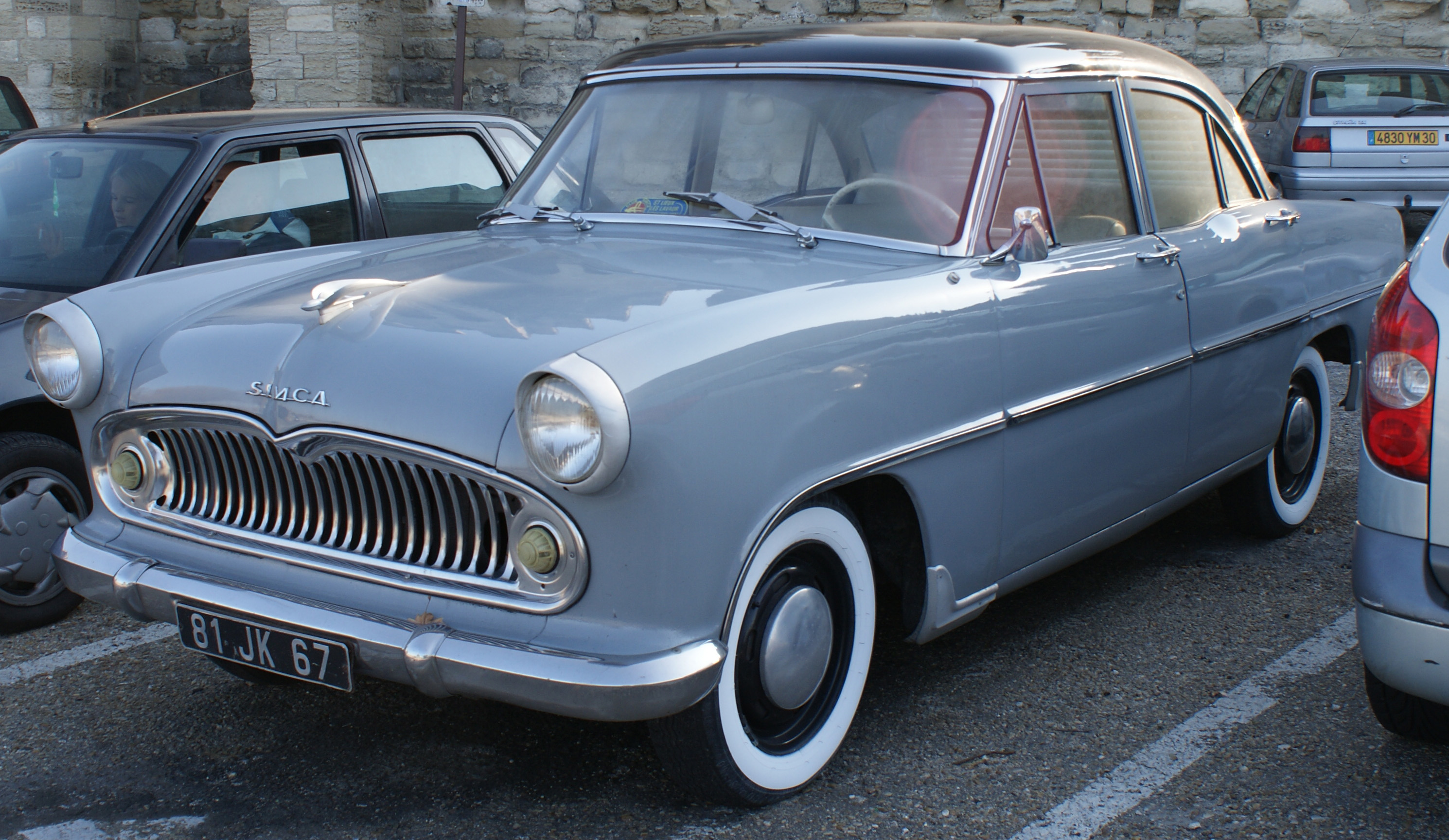
シムカ・アリアーヌ

ヴデット（Vedette ）はフランス・フォードおよびその吸収合併先のシムカが1948年から1961年まで生産した大型乗用車である。

## 概要

### フォード・ヴデット(1948-1954年)
1948年のパリサロンに登場。
フェンダーを車体に一体化させた、1949年型マーキュリーを小型化したような車体はフォードのアメリカ本社側によるデザインであり、サスペンションも1949年型マーキュリー同様に、前輪ウィッシュボーン式独立懸架、後輪縦置き半楕円リーフスプリング支持の固定軸とされて、米欧を通じたフォード車の近代化を反映した。
このモデルの源流は、1943年に死去したフォード社社長エドセル・フォードの生前からの意向で彼の腹心のデザイナー、ボブ・グレゴリー（初代リンカーン・コンチネンタルのデザインを手がけた）が第二次世界大戦中から着手、アメリカ本国の1949年式フォード用に大小2種が計画されていた案に遡れる。だが1946年にレイモンド・ローウィ事務所のデザインによる前衛的なスチュードベイカー1947年モデルが発表されると、エドセルの息子でフォード社の新社長ヘンリー・フォード2世は、グレゴリーの1949年型用デザインを「アメリカ本国で量販大衆車のフォードに使うにはインパクトが足りない」と判断、別デザインの投入を指示した。これに伴い余剰となったグレゴリー案のうち、大型モデル案がアメリカ本国の中級車である1949年型マーキュリーとして市販され、小型モデル案がフォード・フランスの戦後型としてヴデットとなった。従ってヴデットとマーキュリーとの酷似は必然的なものであった。
一方エンジンは戦前からフランス・フォード車(マットフォード)に搭載されていた2.23リットル (L) のフォードV8が搭載された｡
ボディスタイルは4ドア・ファストバックセダン、4ドアセダンのルーフと後窓部分をオープンにできる「サンライナー」、2ドアのクーペとカブリオレが用意された。1950年と1952年にはマイナーチェンジを受け、1952年の変更ではファストバックスタイルを取りやめて準ノッチバック型の形態に変更、フロントガラスが1枚物となり、アメリカ本国のフルサイズ・フォードに比肩する3.92 LのフォードV8を持つ上級モデル・「 Vendôme」と、5ドアワゴンの「Abeille」が追加された。
改良は重ねられたものの、仏フォードの主力工場であったポワジー工場は、戦災で大きな被害を受けていたため復興が遅れ、ヴデットの各部分は多くの下請工場で生産されたことから、その品質はなかなか安定しなかった。また、大規模なストライキも頻発し、売れ行きも期待を下回るものであった。このため、フォード本社はついにそのフランス拠点を売却することになった。
同時期に小型車のシムカ・アロンドで成功し、生産拠点の拡充を急いでいたシムカの創業者アンリ・ピゴッツィがこれに応じた。シムカは開発が進んでいたヴデットの新型車の製造権も獲得し、ヴデットは引き続き生産された。ドイツ・オランダ・スウェーデンなど一部の輸出先では、その後も1956年頃までフォードブランドのまま販売された。
後期モデルは1954年の映画「現金に手を出すな」（ジャック・ベッケル監督）に、ジャン・ギャバン扮する主人公の老ギャングの愛車として登場した。当時のフランスでは比較的高価なクラスのヴデットを入手できることで主人公の金回りの良さが示唆されている。劇中、強奪された金塊に関わる深夜の駐車場での名シークエンスでは、ギャバンがトランクリッドを開くくだりも見られる。

### シムカ・ヴデット(1954-1961年)
1954年6月にフォード・フランスを買収したシムカは、直ちにヴデットを開発が進んでいた新型にモデルチェンジし、シムカのブランドで発売した。
新型車はよりオーソドックスな4ドア・ノッチバックのセダンで、同時期のアメリカ製フォード車によく似た、典型的なアメリカ資本メーカーの欧州生産車のスタイルとなった。エンジンは依然としてフォードV8であるが、ピストン行程を延伸して用いられ、排気量2,351cc(課税馬力13CV)で2バレルキャブレターを装着し、最高出力は80馬力であった。
画期的であったのは前輪サスペンションで、ゼネラルモーターズからフォードに転じた技術者アール・マクファーソンが発明し、今日でも広く用いられている「マクファーソン式ストラット独立サスペンション」が初めて採用された。このコンパクトなサスペンションシステムはイギリス、西ドイツにおける欧州フォード車に次ぐ採用であり、当時では進んだ設計と言える。
アロンドでの成功を受けて、シムカはヴデットでもグレード別に様々なサブネームを付けて販売した。ベーシックモデルはシムカ・トリアノン（Trianon ）、その上はヴェルサイユ（Versailles ）、最上級モデルはレジェンス（Régence ）と呼ばれた。スライディング式のガラスサンルーフが「Vistadome」の名でオプション設定されていたことが当時としては斬新であった。シムカとなってから販売も徐々に増加し、フォード時代の日産150台は250台ペースにまで増加した。1950年代の日本にもヴデットはシムカの輸入代理店の国際興業によって輸入され、ハイヤーや社用車などにも用いられていた。
シムカはアメリカ式にヴデットのニューモデルへの小変更を毎年行なった。1956年には5ドアワゴンの「マーリイ」（Marly ）が追加され、セダンもナンバープレート取付方法変更、 珍しいペダル式のウインドーウオッシャーの追加、トリップメーターや上級モデルへの座席のセンタアームレストの追加などが行なわれた反面、トリアノンはバンパーガードや窓枠のモールが廃止されて簡素化された。1957年には自動クラッチのオプション設定やステアリング・ブレーキの改良がされ、外観もバッジ類などが変更された。
1957年4月からはヴデットの車体にアロンド用の1,300cc4気筒エンジンを搭載した廉価版・アリアーヌ（Ariane ）が発売されていたが、10月にはV8エンジンを搭載した「アリアーヌ・8」が追加され、「トリアノン」と交代した。
1958年にはボディデザインが一新され、アメリカ車の流行を追って大きなテールフィンが採用され、フランス車としては例外的に一層アメリカ車的な雰囲気を強めた。エンジンは84馬力に強化されたが、依然旧式なサイドバルブ式であった。ただし、アリアーヌとアリアーヌ8は新ボディには移行せず、そのまま1963年に1300/1500が登場するまで生産された。
新ボディとなってグレード別のサブネームは新しくなり、「ヴェルサイユ」は「ビューロー」（Beaulieu ）、「レジェンス」は「シャンボール」（Chambord ）となった。ワゴンは引き続き「マーリイ」と呼ばれた。
1959年には「Rush-Matic」と呼ばれる自動変速機が選択可能となった。このオートマチックは自動変速する「Rush」モードと、手動変速の「Road」モードが切り替え可能という、当時としてはユニークなものであった。また、最上級モデルとして「プレジデンス」（Présidence ）が追加された。これはコーチビルダーのアンリ・シャプロンが製作するスペシャルモデルで、ヨーロッパ初の自動車電話や、コンチネンタル・マウントのスペアタイヤを備えていた。その後も小変更を受けつつ、1960年秋に「ビューロー」は中止されたが、その他の車種は1961年夏まで生産された。また、シムカのブラジル法人でも1969年まで生産されていた。

## 生産台数
シムカとなってからの毎年の生産台数は下記の通りである。
- 1955年 - 42,439台
- 1956年 - 44,836台
- 1957年 - 17,875台
- 1958年 - 28,142台
- 1959年 - 15,966台
- 1960年 - 13,914台
- 1961年 - 3,813台

合計で173,288台となるが、ブラジル法人ではその後も生産続行され、シムカがクライスラー傘下に入るとシムカ・エスプラナーダと改名して1969年まで作られた。アリアーヌは1963年までに166,363台が生産された。